# Organi della chiesa abbaziale di Saint-Ouen a Rouen

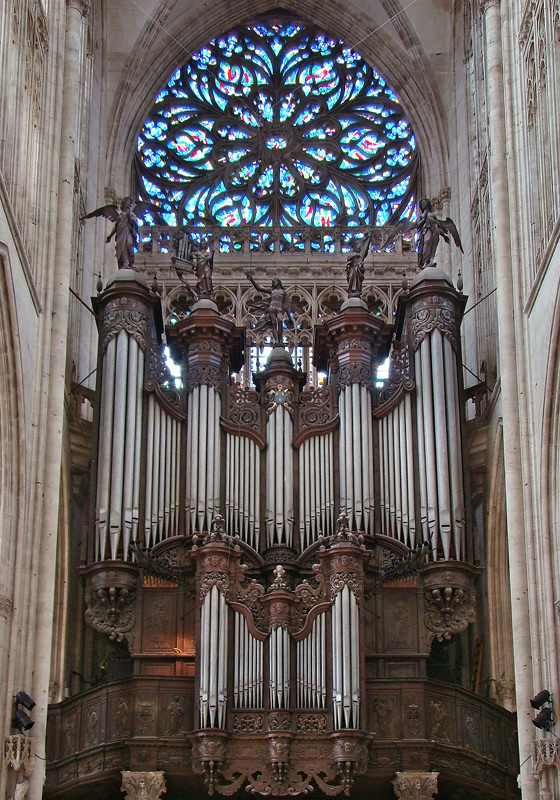
L'organo maggiore

Nella chiesa abbaziale di Saint-Ouen a Rouen, nell'Alta Normandia, si trovano due organi a canne:
- il monumentale organo maggiore (1888-1889),[1] opus 630 di Aristide Cavaillé-Coll,[2] considerato la migliore opera dell'organaro francese con quello di Saint-Sulpice[3] e rimasto totalmente integro nelle sue caratteristiche originarie,[4] con 64 registri e quattro tastiere e pedaliera;[5]
- l'organo del coro (1856),[6] costruito da Pierre Alexandre Ducroquet, con 17 registri e due tastiere e pedaliera.[7]

Dal 2015 l'organista titolare è Jean-Baptiste Monnot.

## Organo maggiore
(Charles-Marie Widor)

### Storia
Un primo organo a canne era presente nella chiesa di Saint-Ouen già nel XVI secolo e venne distrutto dagli Ugonotti nel 1562. Un nuovo strumento venne costruito nel 1630 dall'organaro Crespin Carlier, con registri distribuiti su due manuali, di 48 note ciascuno, e pedaliera indipendente di 12 note. L'organo venne in seguito ampliato da Thomas Morlet che lo portò a base di 16' e ne ingrandì la cassa, installando anche un positivo tergale.

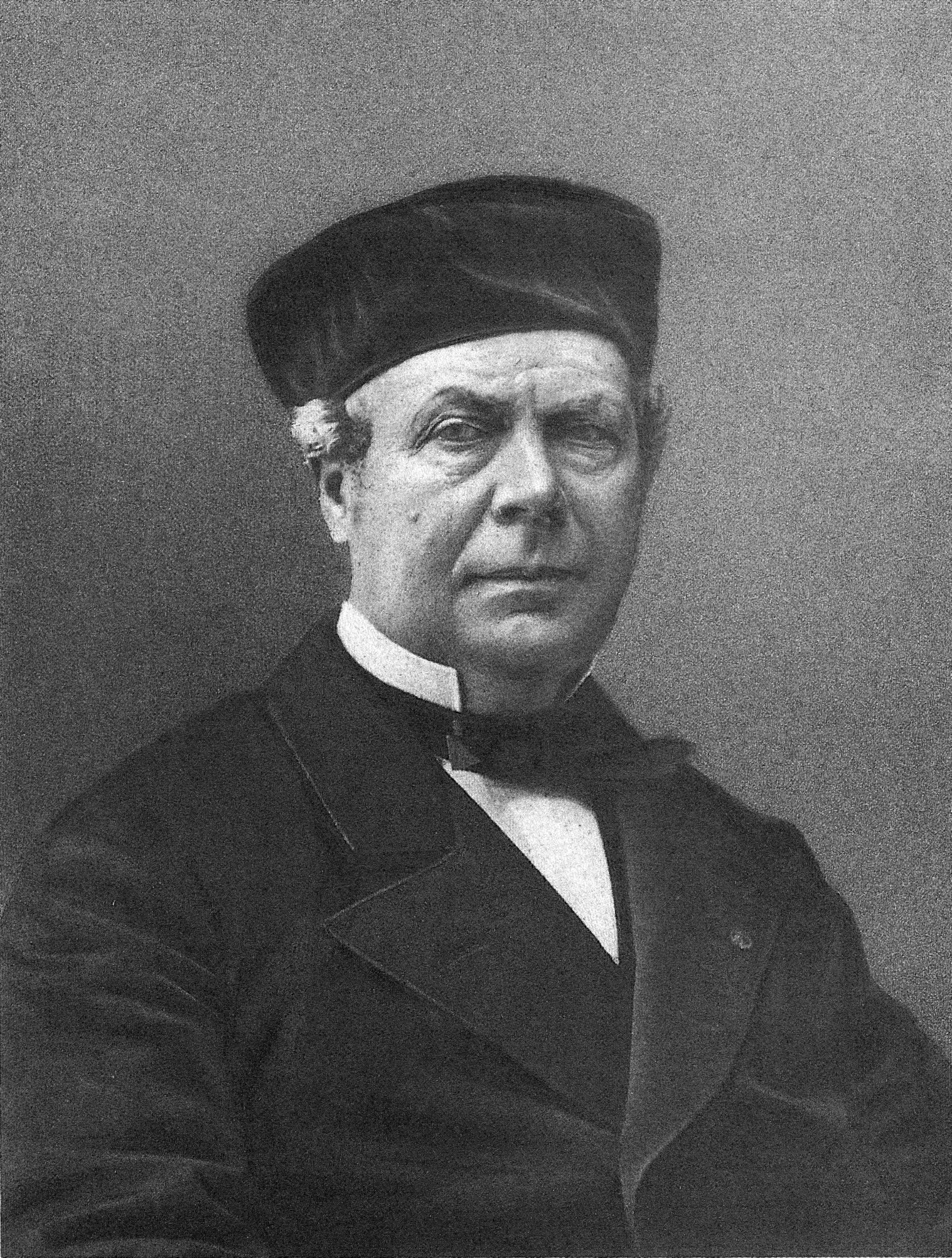
Aristide Cavaillé-Coll

Nei due secoli successivi, lo strumento è stato oggetto di più interventi di restauro che ne hanno alterato le caratteristiche originarie; i più importanti vennero condotti da Nicolas Collar nel 1733 e Jean-Baptiste Martin Lefebvre nel 1741. Durante la rivoluzione francese l'organo venne pesantemente danneggiato e fu poi ricostruito nel 1829 da Pierre-François e Paul-Louis Dallery, riutilizzando materiale fonico proveniente da altri strumenti.
Tra il 1851 e il 1882, l'organaro Aristide Cavaillé-Coll operò una serie di modifiche ed ampliamenti dell'organo: dapprima, riutilizzando il materiale già presente, lo portò a 50 registri su cinque tastiere; in seguito ridusse il numero di queste ultime a quattro, sostituì l'elettroventilatore e chiuse il Récit (terza tastiera) in cassa espressiva. Tra il 1888 e il 1890, Cavaillé-Coll ricostruì lo strumento (opus 630) portandolo a 64 registri, dei quali 44 nuovi, mantenendo l'antica cassa barocca. Il concerto inaugurale venne tenuto da Charles-Marie Widor, organista titolare della chiesa di Saint-Sulpice di Parigi.
Nel XX secolo, l'organo è stato restaurato dalle ditte Debierre-Gloton (1941) e Beuchet- Debierre (1955) senza che le sue caratteristiche venissero alterate. La cassa seicentesca è stata classificata come monumento storico di Francia il 5 febbraio 1970, lo strumento il 20 ottobre 1976.

### Descrizione

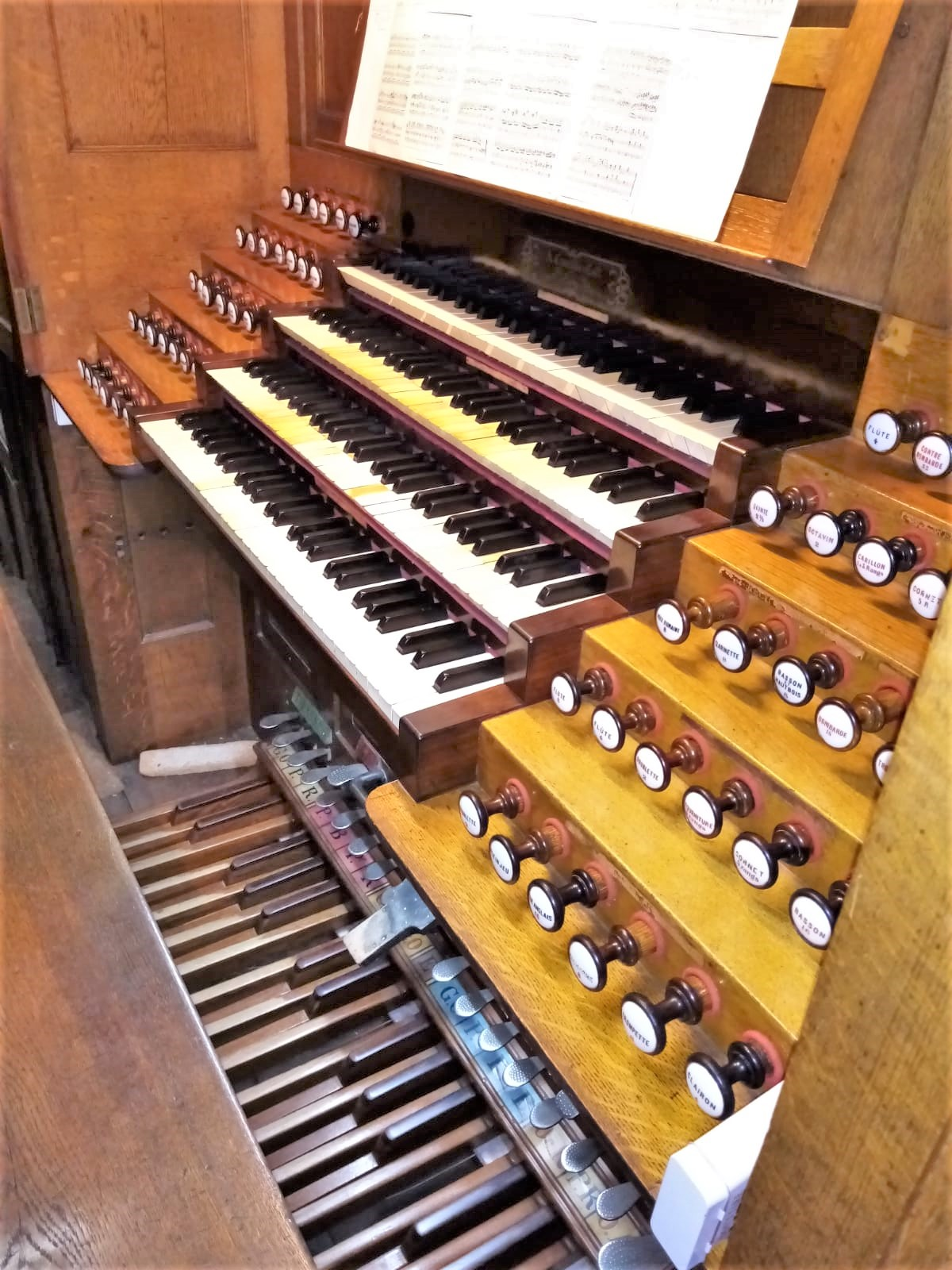
La consolle dell'organo maggiore

L'organo è situato a ridosso della parete di controfacciata, sopra un'apposita cantoria lignea sorretta da due colonne corinzie marmoree.
Lo strumento è racchiuso all'interno della cassa lignea seicentesca, costruita nel 1630 da Crespin Carlier e ampliata nel 1650 da Morlet Thomas. In stile barocco, il suo prospetto si articola in cinque tourrelles semicircolari alternate a quattro campate piane; la mostra è costituita da canne di principale dell'ordine di 16' con bocche a scudo. In corrispondenza delle campate piane, vi sono le chamades, poste su più file. Il basamento è decorato con pannelli scolpiti a bassorilievo e raffiguranti Musicanti, mentre il coronamento è costituito da cinque statue, ciascuna sopra una delle tourrelles, raffiguranti: al centro Gesù Redentore, alle due estremità Angeli, sulla tourrelle centrale di destra il Re Davide con l'arpa e su quella centrale di sinistra Santa Cecilia con l'organo. Al centro del parapetto della balaustra, si trova il positivo tergale con cassa ispirata a quella dell'organo, con tre tourrelles semicircolari e due campate piane.
Lo strumento è a trasmissione integralmente meccanica, con un totale di 64 registri. La consolle è a finestra e dispone di quattro tastiere di 56 note ciascuna (rispettivamente: Positif, Grand-Orgue, Récit expressif e Bombarde) e pedaliera dritta di 30 note. I registri sono azionati da pomelli posti su cinque file alla destra e alla sinistra delle tastiere, secondo il seguente schema:
| Pédale          | Pédale          | Leggio       | Pédale          | Pédale          |
| Récit expressif | Récit expressif | IV tastiera  | Récit expressif | Récit expressif |
| Grand-Orgue     | Récit expressif | III tastiera | Récit expressif | Bombarde        |
| Grand-Orgue     | Grand-Orgue     | II tastiera  | Bombarde        | Bombarde        |
| Positif         | Positif         | I tastiera   | Positif         | Positif         |

Al di sopra della pedaliera, si trova al centro la staffa per l'espressione del Récit con, ai lati, vari pedaletti: da sinistra, Tirasses (II-P, I-P, III-P); Anches (P, IV, II, I, III); Octave [aiguës] (II, III), [Octaves graves] (II); [Ac]Coup[lements] au G[ran]d-Orgue (I, III, IV); [Octaves graves] (III); Trémolo (III); [Ac]Coup[lements] au Récit (I, IV); [Appel] (II).
Di seguito, la disposizione fonica dell'organo:
| I - Positif |     |
| Montre      | 8'  |
| Bourdon     | 8'  |
| Gambe       | 8'  |
| Unda maris  | 8'  |
| Flûte douce | 4'  |
| Dulciane    | 4'  |
| Doublette   | 2'  |
| Plein-jeu V | 1'  |
| Cor anglais | 16' |
| Trompette   | 8'  |
| Cromorne    | 8'  |
| Clairon     | 4'  |

| II - Grand-Orgue     |     |
| Montre               | 16' |
| Violonbasse          | 16' |
| Bourdon              | 16' |
| Montre               | 8'  |
| Diapason             | 8'  |
| Bourdon              | 8'  |
| Salicional           | 8'  |
| Flûte harmonique     | 8'  |
| Prestant             | 4'  |
| Trompette en chamade | 8'  |
| Clairon en chamade   | 4'  |

| III - Récit expressif |        |
| Quintaton             | 16'    |
| Corno dolce           | 16'    |
| Diapason              | 8'     |
| Flûte traversière     | 8'     |
| Cor de nuit           | 8'     |
| Voix éolienne         | 8'     |
| Viole de gambe        | 8'     |
| Voix céleste          | 8'     |
| Flûte octaviante      | 4'     |
| Viole d'amour         | 4'     |
| Quinte                | 2.2/3' |
| Octavin               | 2'     |
| Carillon I-III        | 1'     |
| Cornet V              | 8'     |
| Tuba magna            | 16'    |
| Trompette harmonique  | 8'     |
| Basson-hautbois       | 8'     |
| Clarinette            | 8'     |
| Voix humaine          | 8'     |
| Clairon harmonique    | 4'     |
| Trémolo               |        |

| IV - Bombarde      |        |
| Flûte              | 8'     |
| Flûte              | 4'     |
| Doublette          | 2'     |
| Fourniture V rangs | 2.2/3' |
| Cornet V rangs     | 16'    |
| Bombarde           | 16'    |
| Basson             | 16'    |
| Trompette          | 8'     |
| Clairon            | 4'     |
|                    |        |
|                    |        |
|                    |        |

| Pédale          |     |
| Soubasse        | 32' |
| Contrebasse     | 16' |
| Soubasse        | 16' |
| Basse           | 8'  |
| Violoncelle     | 8'  |
| Bourdon         | 8'  |
| Flûte           | 4'  |
| Contre bombarde | 32' |
| Bombarde        | 16' |
| Basson          | 16' |
| Trompette       | 8'  |
| Clairon         | 4'  |

1. ↑  da Do3.
2. ↑  a pedaletto.
3. ↑  da Do3.

## Organo del coro
Nella seconda cappella di sinistra del deambulatorio, si trova un secondo organo a canne, costruito nel 1856 da Pierre Alexandre Ducroquet; successivamente è stato restaurato e modificato nel 1888 dalla ditta Krischer e nel 1935 dalla Debierre-Gloton, che lo ha anche elettrificato.
Lo strumento è a trasmissione elettro-pneumatica e conta 17 registri. Il materiale fonico è interamente racchiuso all'interno di una cassa lignea con decorazioni in stile neogotico; la sua mostra è composta da canne di principale disposte in tre campate, con bocche a scudo. La consolle, indipendente, è situata nel coro e dispone di due tastiere di 56 note ciascuna e pedaliera dritta di 30 note.
Di seguito, la disposizione fonica:
| I - Grand-Orgue  |     |
| Bourdon          | 16' |
| Montre           | 8'  |
| Flûte harmonique | 8'  |
| Salicional       | 8'  |
| Bourdon          | 8'  |
| Prestant         | 4'  |
| Doublette        | 2'  |
| Cornet V         | 8'  |
| Trompette        | 8'  |

| II - Récit expressif |    |
| Cor de nuit          | 8' |
| Gambe                | 8' |
| Voix celeste         | 8' |
| Flûte octaviante     | 4' |
| Basson-hautbois      | 8' |
| Trompette harmonique | 8' |
| Tremblant            |    |

| Pédale    |     |
| Sousbasse | 16' |
| Dolce     | 8'  |
| Bombarde  | 16' |